# Calathea similis
Calathea similis är en strimbladsväxtart som beskrevs av H.A.Kenn. Calathea similis ingår i släktet Calathea och familjen strimbladsväxter. Inga underarter finns listade.